# Ljubo Hrgić
Ljubo Hrgić (Zenica, 1. travnja 1908. – Zenica, 18. svibnja 1976.) bio je hrvatski katolički svećenik iz reda franjevaca, pjesnik, pripovjedač i putopisac.

## Životopis
Završio je franjevačku klasičnu gimnaziju u Visokom 1926. godine. U Franjevački red je stupio 1926. u samostanu u Fojnici. Studirao je filozofiju i teologiju studirao u Sarajevu od 1929. do 1933., a romanistiku na Filozofskom fakultetu u Beogradu i Parizu. Bio je profesor u Visokom od 1938. do 1945. godine.
Bio je od 1945. do 1954. politički zatvorenik u Zenici i Srijemskoj Mitrovici. Služio se pseudonimima Hrvoje Bor i Ljubo Ljubas.

## Djela
- „Molitva pred odlazak” (Zagreb, 1970.)
- „Posljednji krug” (Sarajevo, 1999.)[1]

### Članci
- Ćošković, Pejo. 2002. Hrgić, Ljubo. Hrvatski biografski leksikon. Zagreb.  journal zahtijeva |journal= (pomoć)